# Naimano

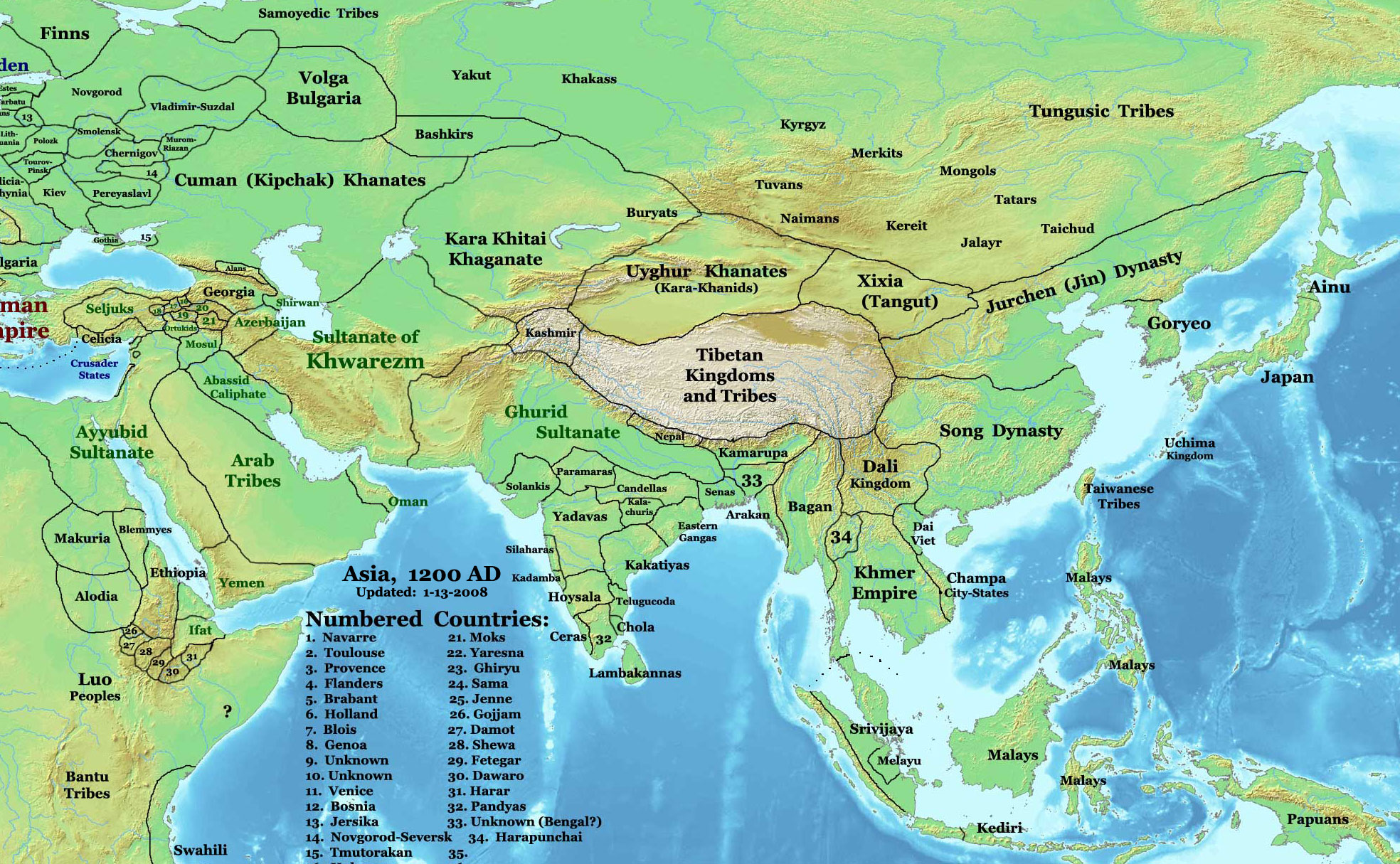
Mapa de Asia Central hacia el año 1200 d. C. que muestra el territorio de la tribu de los Naiman (al norte del kanato Uigur) y sus vecinos

Los naimano (en mongol de los Khalkha: Naiman, en caracteres de mongol cirílico: найман) fueron una antigua tribu de origen mongol, que existió desde mediados del siglo XI y se asentó en el oeste de la actual Mongolia. Actualmente quedan remanentes que mantienen sus antiguos emblemas.

## Localización geográfica
Geográficamente se ubicaban entre los montes Altái y los montes Tannu-Ola, a orillas del río Selengá. Al oeste se encontraba el reino de Kara-kitai (los kitanes negros), al norte los kirguises, al este las tribus mongolas y al sur los uigures.

## Características
Esta tribu era reconocida en occidente por medio de escasos relatos de algunos viajeros que recorrieron la región. Según sus relatos, esta tribu estaba mucho más organizada que las restantes tribus mongolas (Borjigines, Olkhunuggud, Oirat, Kereits,  etc.), dado que su sistema administrativo era superior en ciertos puntos: contaban con un ejército ejemplar, poco numeroso si lo comparamos con el de los Kitanes, pero bien entrenado; además se contaba con la ayuda de un escriba de la tribu uigur, cuyo aporte a la administración naimana fue de extrema utilidad. Otra característica por la cual eran reconocidos en el mundo occidental era el hecho de ser la única tribu mongola cuya religión era el cristianismo nestoriano.
Los naimanos, liderados por su jefe Inancha, eran hostiles hacia las tribus mongolas. Cuando en 1203, el antiguo anda (hermano de sangre) de Gengis Khan, Jamukha, le ofreció una alianza con su pueblo y con los Merkit en contra de Temujin, este aceptó, así cobraría venganza por una batalla perdida hacía dos años. El ganador de esta batalla fue Gengis khan, quien a pesar de luchar en desventaja numérica, usó distintas tácticas militares, por ejemplo, la táctica de la retirada. Luego de la batalla, Gurbesu, esposa del derrotado jefe naimano se convirtió en una de las tantas esposas de Gengis Khan. Tras esta batalla, los naimanos dejaron de existir como tribu y se incorporaron al ejército de Gengis.
Cabe destacar también que Inancha fue el abuelo de Guch-lug, un jefe naimano que más adelante se apoderaría del trono de Kara-kitai, declarándose rey de aquella tribu y que traería algunos problemas a Gengis Khan en el futuro.